# 1999–2000-es magyar férfi vízilabdakupa
Az 1999–2000-es magyar férfi vízilabdakupa a hetvennegyedik kiírás volt a versenysorozat történetében. A kupára harminckét csapat nevezett. A győzelmet a BVSC szerezte meg.

## Eredmények

### Selejtező
január 21, 22, 29.
A csoport (Kecskemét, Szőnyi út)
| Hely. | Csapat                | M | Gy | D | V | G+ | G– | Gk  | P | Továbbjutás vagy kiesés       |      | YBL  | KVSC | HÓD  |
| ----- | --------------------- | - | -- | - | - | -- | -- | --- | - | ----------------------------- | ---- | ---- | ---- | ---- |
| 1.    | Ybl Miklós Főiskola   | 2 | 2  | 0 | 0 | 30 | 10 | +20 | 4 | Továbbjutott a nyolcaddöntőbe |      | —    | 12–5 | 18–5 |
| 2.    | Kecskeméti VSC        | 2 | 0  | 1 | 1 | 14 | 21 | −7  | 1 |                               |      | 5–12 | —    | 9–9  |
| 3.    | Hódmezővásárhelyi VSC | 2 | 0  | 1 | 1 | 14 | 27 | −13 | 1 |                               | 5–18 | 9–9  | —    |      |

B csoport (Kecskemét, Szőnyi út)
| Hely. | Csapat                 | M | Gy | D | V | G+ | G– | Gk  | P | Továbbjutás vagy kiesés       |      | VID  | CEG | KECS |
| ----- | ---------------------- | - | -- | - | - | -- | -- | --- | - | ----------------------------- | ---- | ---- | --- | ---- |
| 1.    | Vidám Vízilovak VSC    | 2 | 2  | 0 | 0 | 28 | 13 | +15 | 4 | Továbbjutott a nyolcaddöntőbe |      | —    | 9–8 | 19–5 |
| 2.    | Ceglédi VSE            | 2 | 1  | 0 | 1 | 24 | 16 | +8  | 2 |                               |      | 8–9  | —   | 16–7 |
| 3.    | Villanófókák-Kecskemét | 2 | 0  | 0 | 2 | 12 | 35 | −23 | 0 |                               | 5–19 | 7–16 | —   |      |

C csoport (Szőnyi út, Hajós Alfréd uszoda)
| Hely. | Csapat          | M | Gy | D | V | G+ | G– | Gk  | P | Továbbjutás vagy kiesés       |      | MAFC | OSC  | PÉCS | MAFC |
| ----- | --------------- | - | -- | - | - | -- | -- | --- | - | ----------------------------- | ---- | ---- | ---- | ---- | ---- |
| 1.    | MAFC            | 3 | 3  | 0 | 0 | 45 | 16 | +29 | 6 | Továbbjutott a nyolcaddöntőbe |      | —    | 12–9 | 16–4 | 17–3 |
| 2.    | Orvosegyetem SC | 3 | 2  | 0 | 1 | 41 | 23 | +18 | 4 |                               |      | 9–12 | —    | 16–8 | 16–3 |
| 3.    | Pécsi TÁSI      | 3 | 1  | 0 | 2 | 19 | 37 | −18 | 2 |                               | 4–16 | 8–16 | —    | 7–5  |      |
| 4.    | MAFC-Schönherz  | 3 | 0  | 0 | 3 | 11 | 40 | −29 | 0 |                               | 3–17 | 3–16 | 5–7  | —    |      |

D csoport (Szeged)
| Hely. | Csapat           | M | Gy | D | V | G+ | G– | Gk  | P | Továbbjutás vagy kiesés       |      | SZEG  | BÉK   | NEP   | NAGY |
| ----- | ---------------- | - | -- | - | - | -- | -- | --- | - | ----------------------------- | ---- | ----- | ----- | ----- | ---- |
| 1.    | Szegedi VE       | 3 | 3  | 0 | 0 | 40 | 12 | +28 | 6 | Továbbjutott a nyolcaddöntőbe |      | —     | 17–4  | 10–6  | 13–2 |
| 2.    | TVSK Békéscsaba  | 3 | 2  | 0 | 1 | 31 | 35 | −4  | 4 |                               |      | 4–17  | —     | 15–12 | 12–6 |
| 3.    | Neptun SC        | 3 | 1  | 0 | 2 | 34 | 35 | −1  | 2 |                               | 6–10 | 12–15 | —     | 16–10 |      |
| 4.    | Nagykanizsai VSC | 3 | 0  | 0 | 3 | 18 | 41 | −23 | 0 |                               | 2–13 | 6–12  | 10–16 | —     |      |

E csoport (Tatabánya)
| Hely. | Csapat               | M | Gy | D | V | G+ | G– | Gk  | P | Továbbjutás vagy kiesés       |      | TVSE | BÁNK | DEB  | PÁP  |
| ----- | -------------------- | - | -- | - | - | -- | -- | --- | - | ----------------------------- | ---- | ---- | ---- | ---- | ---- |
| 1.    | Tatabányai VSE       | 3 | 3  | 0 | 0 | 52 | 9  | +43 | 6 | Továbbjutott a nyolcaddöntőbe |      | —    | 15–7 | 5–0  | 32–2 |
| 2.    | Bánki Donát Főiskola | 3 | 2  | 0 | 1 | 54 | 18 | +36 | 4 |                               |      | 7–15 | —    | 15–1 | 32–2 |
| 3.    | Nosztalgia Debrecen  | 3 | 1  | 0 | 2 | 19 | 25 | −6  | 2 |                               | 0–5  | 1–15 | —    | 18–5 |      |
| 4.    | Pápai SE             | 3 | 0  | 0 | 3 | 9  | 82 | −73 | 0 |                               | 2–32 | 2–32 | 5–18 | —    |      |

F csoport (Dunaújváros, Szentes)
| Hely. | Csapat                 | M | Gy | D | V | G+ | G– | Gk  | P | Továbbjutás vagy kiesés       |      | SZEN | ELTE  | DVSE  | HÓD  |
| ----- | ---------------------- | - | -- | - | - | -- | -- | --- | - | ----------------------------- | ---- | ---- | ----- | ----- | ---- |
| 1.    | Bertók SC Szentes      | 3 | 3  | 0 | 0 | 52 | 7  | +45 | 6 | Továbbjutott a nyolcaddöntőbe |      | —    | 25–3  | 5–0   | 22–4 |
| 2.    | ELTE DSK               | 3 | 2  | 0 | 1 | 20 | 32 | −12 | 4 |                               |      | 3–25 | —     | 5–0   | 12–7 |
| 3.    | Dunaújvárosi VSE       | 3 | 1  | 0 | 2 | 16 | 20 | −4  | 2 |                               | 0–5  | 0–5  | —     | 16–10 |      |
| 4.    | Krema-Hódmezővásárhely | 3 | 0  | 0 | 3 | 21 | 50 | −29 | 0 |                               | 4–22 | 7–12 | 10–16 | —     |      |

### Nyolcaddöntő
február 5, 9, 12.
| 1. csapat           | Össz. | 2. csapat           | 1. mérk. | 2. mérk. |
| ------------------- | ----- | ------------------- | -------- | -------- |
| Bp. Honvéd          | 42–10 | Vidám Vízilovak VSC | 19–4     | 23–6     |
| Ybl Miklós Főiskola | 4–33  | Vasas SC            | 1–18     | 3–15     |
| BVSC                | 22–7  | Szentesi VK         | 13–3     | 9–4      |
| Ferencvárosi TC     | 37–6  | Bertók SC Szentes   | 21–3     | 16–3     |
| Újpesti TE          | 21–11 | Egri VK             | 9–4      | 12–7     |
| Szegedi VE          | 23–12 | Tatabányai VSE      | 13–4     | 10–8     |
| MAFC                | 19–18 | Szolnoki VSC        | 13–10    | 6–8      |
| KSI                 | 12–13 | ELTE-BEAC           | 8–8      | 4–5      |

### Negyeddöntő
február 19, 23, 26.
| 1. csapat  | Össz. | 2. csapat       | 1. mérk. | 2. mérk. |
| ---------- | ----- | --------------- | -------- | -------- |
| Újpesti TE | 14–17 | BVSC            | 5–7      | 9–10     |
| Vasas SC   | 21–8  | MAFC            | 14–2     | 7–6      |
| Bp. Honvéd | 13–14 | Ferencvárosi TC | 6–6      | 7–8      |
| ELTE-BEAC  | 17–15 | Szegedi VE      | 7–7      | 10–8     |

### Elődöntő
március 4, 5, 6.
| 1. csapat | Össz. | 2. csapat       | 1. mérk. | 2. mérk. |
| --------- | ----- | --------------- | -------- | -------- |
| BVSC      | 21–13 | Ferencvárosi TC | 9–6      | 12–7     |
| Vasas SC  | 23–11 | ELTE-BEAC       | 11–5     | 12–6     |

### Döntő
| 2000. március 14. 16:30 | BVSC                                                      | 8–6 | Vasas SC                                                 | Komjádi uszoda Nézőszám: 1000 Játékvezetők: Marjay Zs. Székely Z. |
| 2000. március 14. 16:30 | (1–2, 4–1, 1–1, 2–2)                                      |     |                                                          | Komjádi uszoda Nézőszám: 1000 Játékvezetők: Marjay Zs. Székely Z. |
| 2000. március 14. 16:30 | Tóth F. 2 Németh I. Zs. 2 Petik 1 Märcz 1 Dala 1 Varjas 1 |     | Lehmann 1 Katonás 1 Vári 1 Nitsovits 1 Tóth L. 1 Ágner 1 | Komjádi uszoda Nézőszám: 1000 Játékvezetők: Marjay Zs. Székely Z. |

A BVSC kupagyőztes csapatának tagjai: Vladimir Čukić, Dabrowski Norbert, Dala Tamás, Dávid Zoltán, Fülöp Gergely, Ibolya Tamás, Király László, Kis Gábor, Laczó Sándor, Madaras Norbert, Märcz Tamás, Németh I. Zsolt, Petik Attila, Szécsi Zoltán, Tóth Frank, Szűcs Levente, Varjas Attila, Zoufal Norbert, vezetőedző: Gerendás György